# Алекс Лоурі
Александер Лоурі (англ. Alexander Lowry; нар. 23 червня 2003, Глазго) — шотландський футболіст, півзахисник клубу «Рейнджерс».

## Клубна кар'єра
Вихованець футбольної академії клубу «Рейнджерс», за який виступав з десятирічного віку. 
21 січня 2022 року Лоурі дебютував в основному складі «Рейнджерс» у матчі Кубка Шотландії проти «Стерлінг Альбіон», відзначившись у ньому забитим м'ячем. 26 січня 2022 року дебютував у шотландському Прем'єршипі, вийшовши у стартовому складі «Рейнджерс» у грі проти «Лівінгстона». 14 травня 2022 року забив свій перший гол за клуб у матчі проти «Гарт оф Мідлотіана». Того ж сезону він став з командою володарем Кубка Шотландії та фіналістом Ліги Європи, але теж рідко виходив на поле.

## Кар'єра у збірній
Виступав за юнацькі збірні Шотландії до 16 і 19 років.
У травні 2022 року Лоурі вперше був викликаний до молодіжної збірної Шотландії.

## Досягнення
- Володар Кубка Шотландії: 2021/22